# Matthew Fitzpatrick
Matthew 'Matt' Thomas Fitzpatrick (Sheffield, 1 september 1994) is een golfprofessional uit het Verenigd Koninkrijk..
In 2013 wist Fitzpatrick het Amerikaans amateurkampioenschap golf te winnen, waarna hij in 2014 profesionneel golfer werd. Zijn eerste professionele overwinning was op de British Masters in 2015, en in 2022 won hij zijn eerste majortitel op de US Open.

## Jeugd
Fitzpatrick is geboren in Sheffield en ging naar Tapton School. Hij is een fervent voetbalfan en een levenslange supporter van de plaatselijke club Sheffield United. Zijn jongere broer Alex is ook golfer, en werd in 2022 professional.

## Amateur
In 2013 beleefde Fitzpatrick zijn doorbraak als amateurgolfer, toen hij zich wist te kwalificeren voor het Open Championship. Hij haalde de cut op dit toernooi en eindigde het weekend als bestgeplaatste amateur, waarvoor hij de Silver Medal ontving. Later in dat jaar wist hij het Amerikaanse amateurkampioenschap golf te winnen, waardoor hij deel zou mogen nemen aan de Masters, de US Open en het Open Championship in 2014 als hij amateur bleef. Door zijn overwinning werd hij ook nummer 1 op de World Amateur Golf Ranking.

## Professional
Fitzpatrick werd professional na zijn deelname aan de US Open in 2014, waardoor hij zijn automatische deelname aan de Open Championship van dat jaar opgaf. Zijn professionele debuut was op de Irish Open, waarna hij verschillende wedstrijden speelde op de Europese PGA Tour en Challenge Tour op uitnodigingen van sponsors en toernooiorganisatoren.
In november 2014 nam Fitzpatrick deel aan de European Tour Qualifying School, waar hij op de 11e plaats eindigde en zich kwalificeerde voor de Europese PGA Tour van 2015. Zijn eerste overwinning kwam er in oktober 2015, toen hij de British Masters won. Door dit resultaat kwam hij voor het eerst binnen de top 100 van golfprofessionals te staan op de 59e plaats. Hij eindigde zijn eerste volledige professionele seizoen op de tour met één overwinning, negen top-10 plaatsingen en een 12e plaats in de uiteindelijke Order of Merit.
In april 2016 nam Fitzpatrick deel aan de Masters, waar hij eindigde op een gedeelde 7e plaats. In juni van dat jaar won hij de Nordea Masters en bereikte hij de 32e plaats op de Official World Golf Ranking, wat zijn beste positie tot nu toe was. Door zijn resultaten in 2015 en 2016 op de Europese PGA Tour werd hij automatisch geselecteerd voor de Europese Ryder Cup-team van 2016. Ook in 2021 en 2023 maakte Fitzpatrick deel uit van het Europese team dat deelnam aan de Ryder Cup.
In november 2016 won Fitzpatrick het DP World Tour Championship in Dubai voor de derde overwinning uit zijn carrière. In september 2017 won Fitzpatrick de Omega European Masters in Zwitserland en in september 2018 verdedigde Fitzpatrick met succes zijn titel op de European Masters. In december 2020 won Fitzpatrick zijn tweede DP World Tour Championship in Dubai.
Zijn eerste majortitel behaalde Fitzpatrick In juni 2022, toen hij met één stroke verschil de US Open wist te winnen op The Country Club in Brookline, Massachusetts - dezelfde locatie waar hij in 2013 het Amerikaanse amateurkampioenschap won. Hiermee voegde hij zich bij Jack Nicklaus als de tweede mannelijke golfer die de US Open en de US Amateur titel won op dezelfde locatie.
In april 2023 won Fitzpatrick de RBC Heritage door Jordan Spieth te verslaan in een play-off. In oktober 2023 won Fitzpatrick ook het Alfred Dunhill Links Championship met een slotronde van 66 op de Old Course in St. Andrews.

## Gewonnen toernooien

### Amateur
- Boys Amateur Championship (2012)
- US Amateur (2013)

### Professional

#### Europese PGA Tour
- British Masters (2015)
- Nordea Masters (2016)
- DP World Tour Championship (2016, 2020)
- Omega European Masters (2017, 2018)
- Estrella Damm N.A. Andalucia Masters (2021)
- Alfred Dunhill Links Championship (2023)

#### PGA Tour
- US Open (2022)
- RBC Heritage (2023)